# Refugiados do Iraque

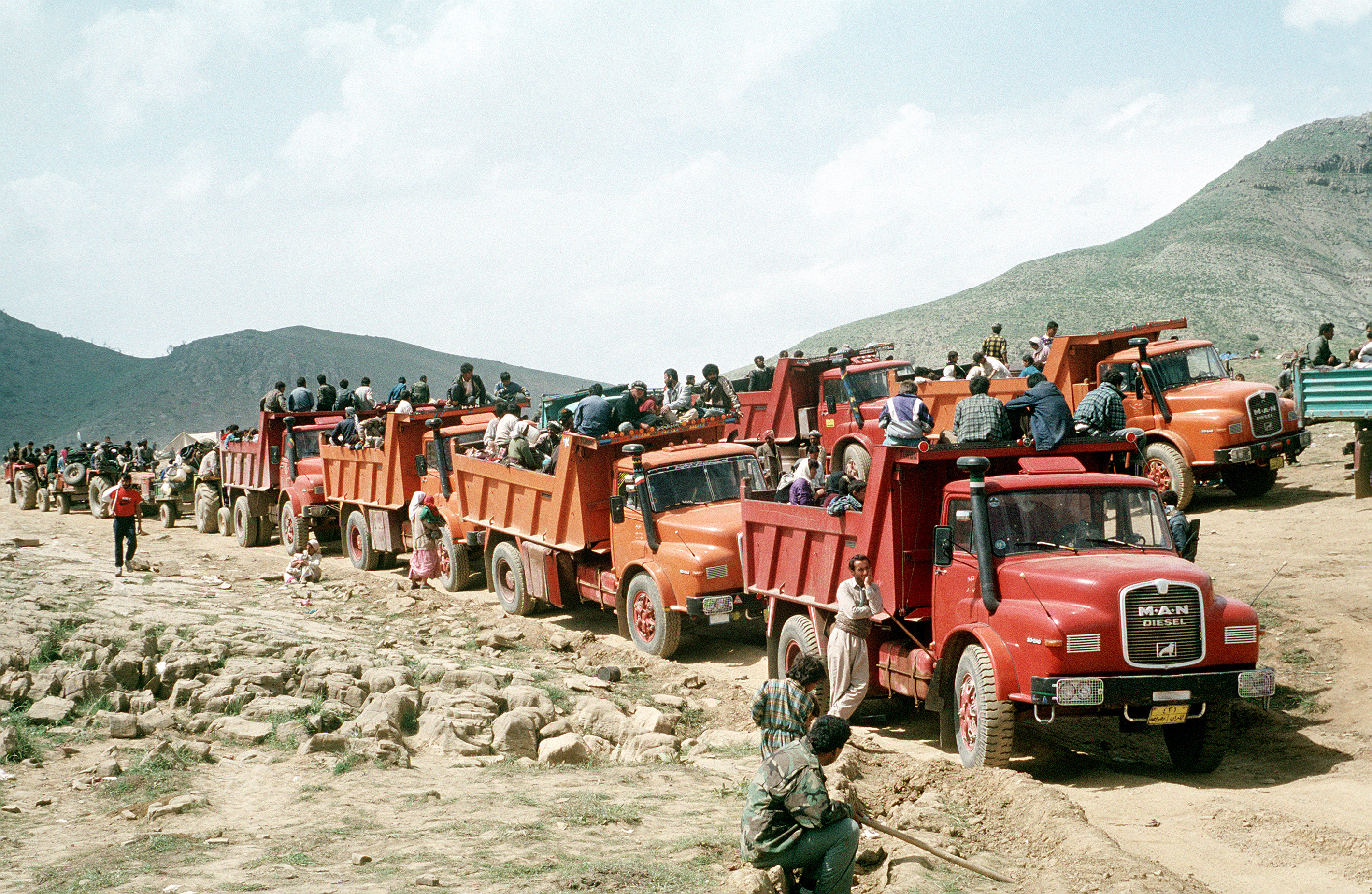
Curdos iraquianos fugindo para a Turquia.

Refugiados do Iraque são cidadãos iraquianos que fugiram do Iraque devido à guerra ou perseguição. Ao longo dos últimos 30 anos, tem havido um número crescente de refugiados que fogem do Iraque e se instalam ao redor do mundo, atingindo o pico recentemente com a Guerra do Iraque. Precipitada por uma série de conflitos, incluindo as rebeliões curdas durante a Guerra Irã-Iraque (1980-1988), invasão do Kuwait pelo Iraque (1990) e a Guerra do Golfo (1991), as subsequentes sanções contra o Iraque, e culminando com a violência durante e após a invasão liderada pelos Estados Unidos e ocupação do Iraque, milhões de pessoas têm sido forçadas pela insegurança a fugir de suas casas no Iraque. Diferentemente da maioria dos refugiados, os refugiados iraquianos estabeleceram-se em áreas urbanas em outros países ao invés de campos de refugiados. 
Em abril de 2007, havia uma estimativa de mais de 4 milhões de refugiados iraquianos em todo o mundo, incluindo 1,9 milhões no Iraque, 2 milhões em  países vizinhos do Oriente Médio e cerca de 200.000 em países fora do Oriente Médio.   O Alto Comissariado das Nações Unidas para os Refugiados (ACNUR) conduziu os esforços humanitários para os refugiados iraquianos.   O deslocamento iraquiano de vários milhões é o maior no Oriente Médio, e é muito maior do que o número de palestinos que foram deslocados em 1948 durante a invasão árabe do Estado recém-declarado de Israel.  